# Kaitajärvi (sjö i Finland, Egentliga Finland)
Kaitajärvi är en sjö i Finland. Den ligger i Nystads stad i landskapet Egentliga Finland, i den sydvästra delen av landet, 190 km väster om huvudstaden Helsingfors. Kaitajärvi ligger 9 meter över havet. Arean är 25,5 hektar och strandlinjen är 4,29 kilometer lång. Sjön  ingår i Skärgårdshavets kustområde, Åland.   I omgivningarna runt Kaitajärvi växer i huvudsak barrskog.